# Túnel Falda de la Queñua
El túnel Falda de la Queñua es un túnel vial de Bolivia situado en la carretera nacional Ruta 1. Administrativamente se encuentra entre los municipios de San Lorenzo y El Puente de la provincia de Méndez en el departamento de Tarija. El túnel tiene una longitud de 1.220 metros, con una altura de 9 metros y un ancho de 8 metros. En el frente Iscayachi, al oeste, está a una altitud de 3.402 metros sobre el nivel del mar, mientras que en el frente San Lorenzo, al este, está a una altitud de 3.339 m s. n. m., con una pendiente del 5%.
Pasa de oeste a este por debajo de la serranía la Queñua, en la ruta que conecta las ciudades de Potosí y Tarija, y a su vez se encuentra dentro de la Reserva biológica de la Cordillera de Sama. El costo de la obra fue de 10,44 millones USD, y su construcción estuvo a cargo de la asociación accidental La Queñua, compuesta por las empresas constructoras Construroca SRL y Erika SRL. El inicio de obras se dio en septiembre de 2008 con perforación desde el lado oeste, cerca a la localidad de San Lorencito.

## Historia
El 23 de noviembre de 2003, durante el Gobierno de Carlos Mesa, se contrató a la empresa brasilera Queiroz Galvao mediante decreto supremo para construir la carretera de 415 kilómetros entre Potosí y Tarija, parte de la Ruta 1. En junio de 2007 se suscribió el contrato de asociación accidental Falda La Queñua entre las empresas constructoras Construroca y Erika. La carretera fue entregada como concluida en julio de 2013 en un acto realizado en Tarija, pero no se procedió a su recepción definitiva.